# 卡斯泰尔日内斯特
卡斯泰尔日内斯特（法語：Castelginest，法語發音：[kastɛlʒinɛst]）是法国上加龙省的一个市镇，属于图卢兹区。

## 地理
卡斯泰尔日内斯特（43°41'37"N, 1°25'58"E）面积8.11 平方千米，位于法国奧克西塔尼大區上加龙省，该省份为法国西南部内陆省份，西南端与西班牙接壤，自此顺时针与上比利牛斯省、热尔省、塔恩-加龙省、塔恩省、奥德省和阿列日省接壤。
与卡斯泰尔日内斯特接壤的市镇（或旧市镇、城区）包括：格拉唐图尔、布吕吉耶尔、丰博扎尔、洛纳盖、佩什博尼约、圣阿尔邦、圣卢卡马斯。

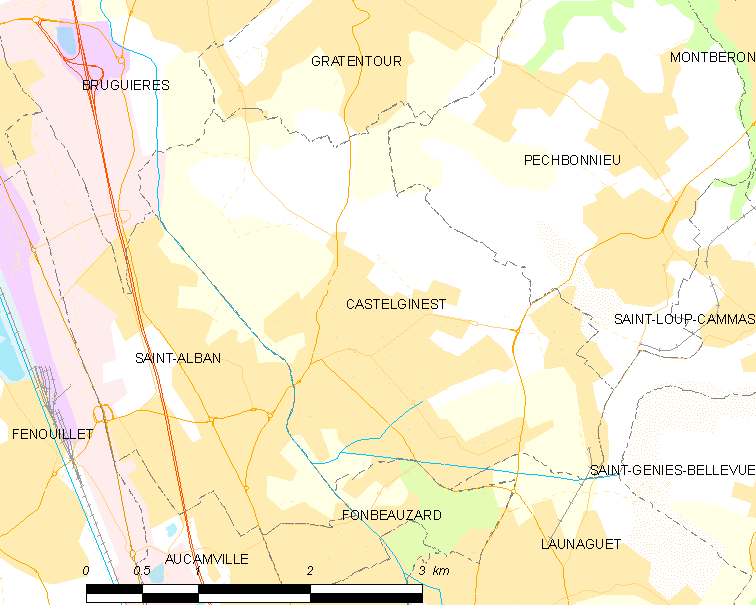
卡斯泰尔日内斯特的OSM定位图

卡斯泰尔日内斯特的时区为UTC+01:00、UTC+02:00（夏令时）。

## 行政
卡斯泰尔日内斯特的邮政编码为31780，INSEE市镇编码为31116。

## 政治
卡斯泰尔日内斯特所属的省级选区为卡斯泰尔日内斯特县。

## 人口

1962-2008年间卡斯泰尔日内斯特人口变化图示

卡斯泰尔日内斯特于2022年1月1日时的人口数量为11033人。

## 友好城市
- 義大利皮亚韦河畔蓬泰

## 图集

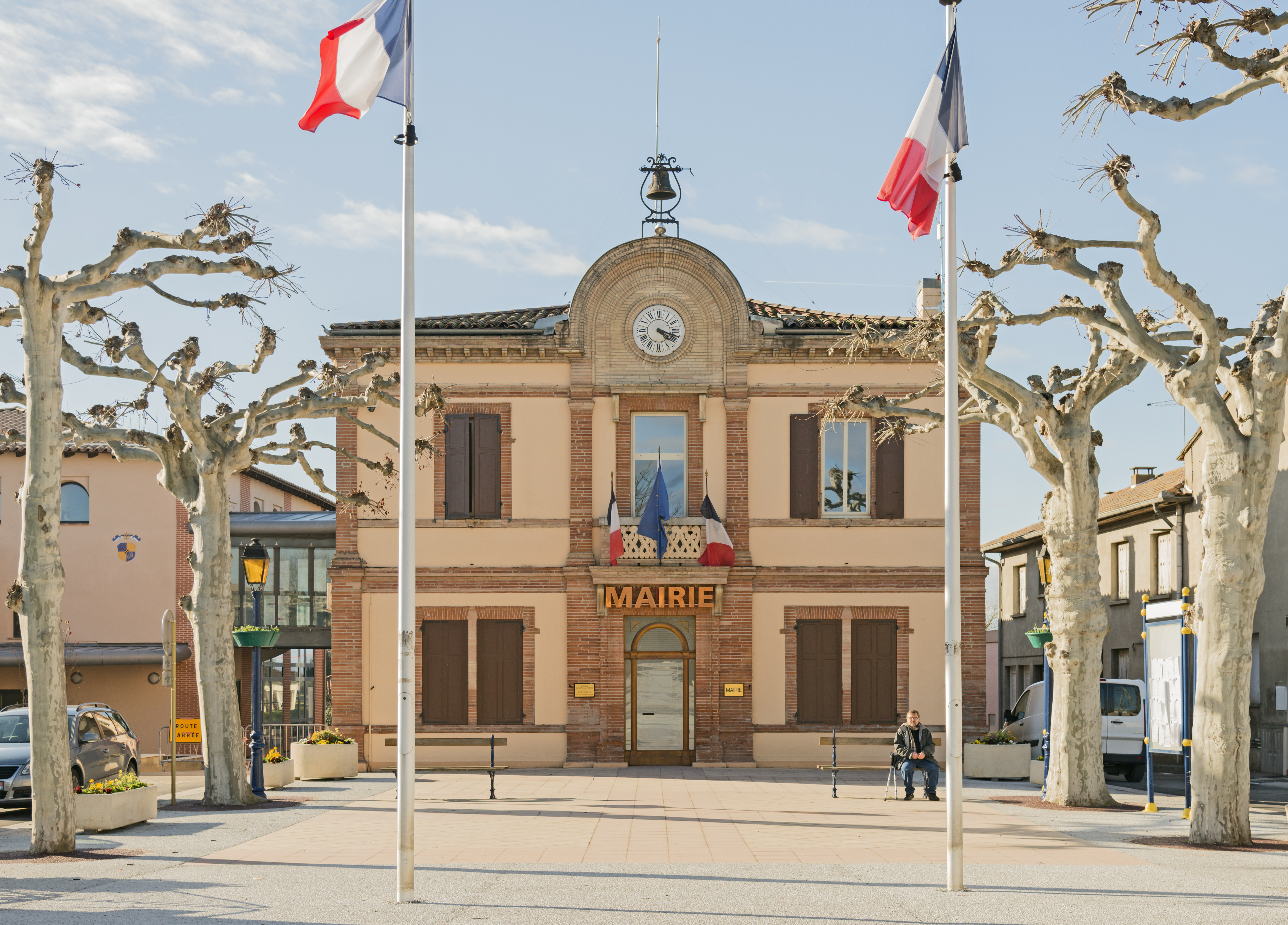
市政厅
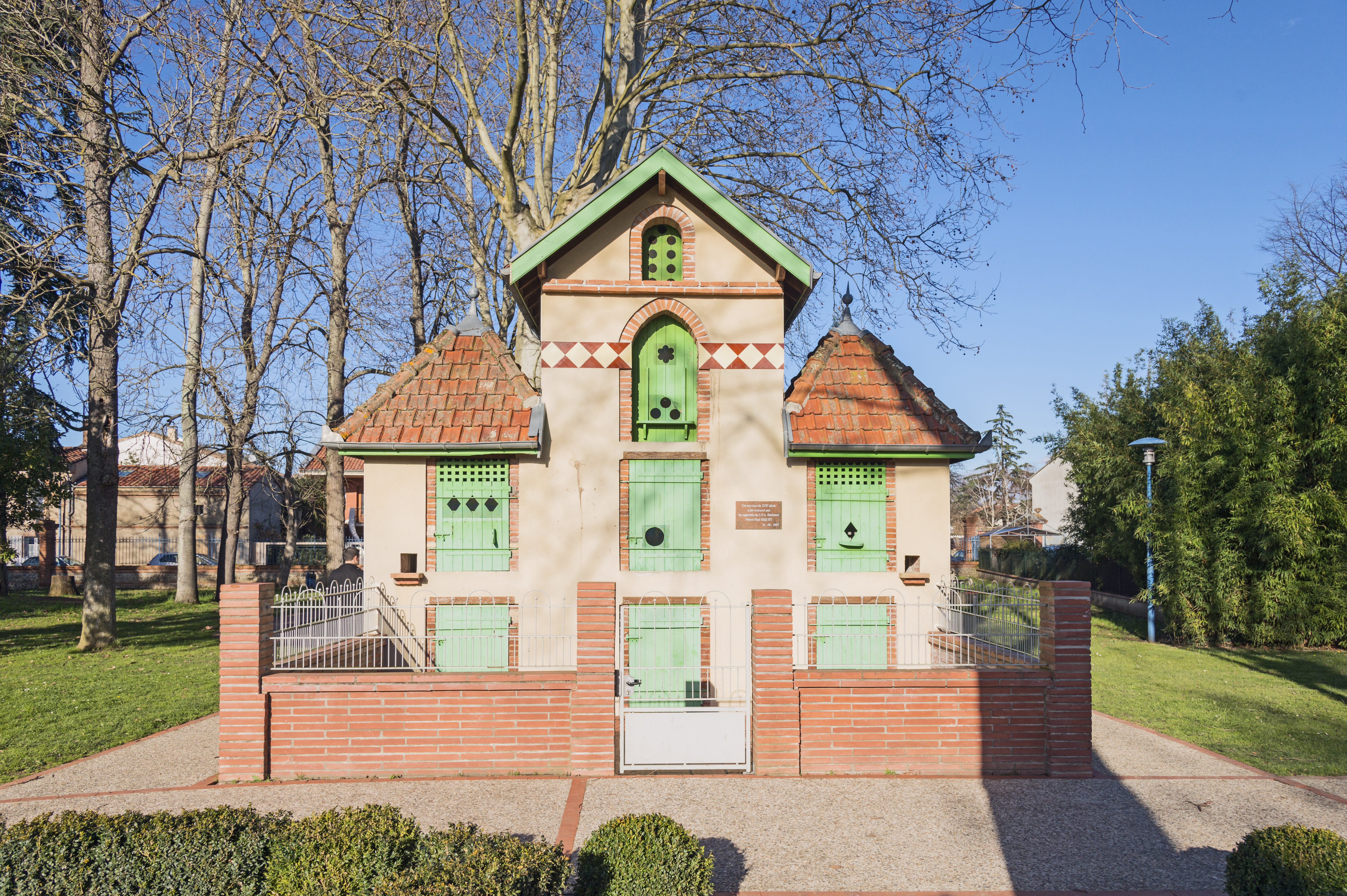
鸽棚
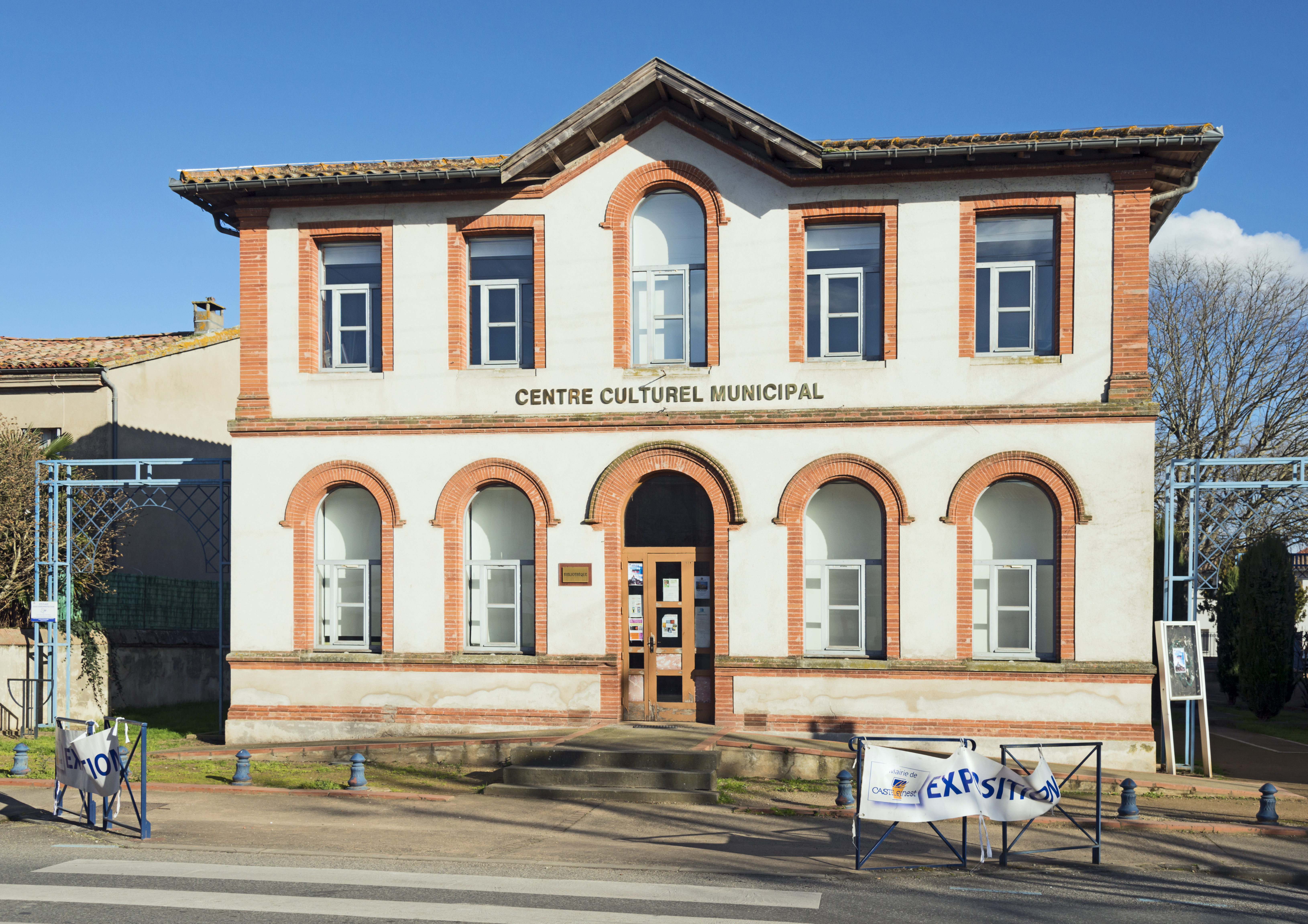
市文化中心
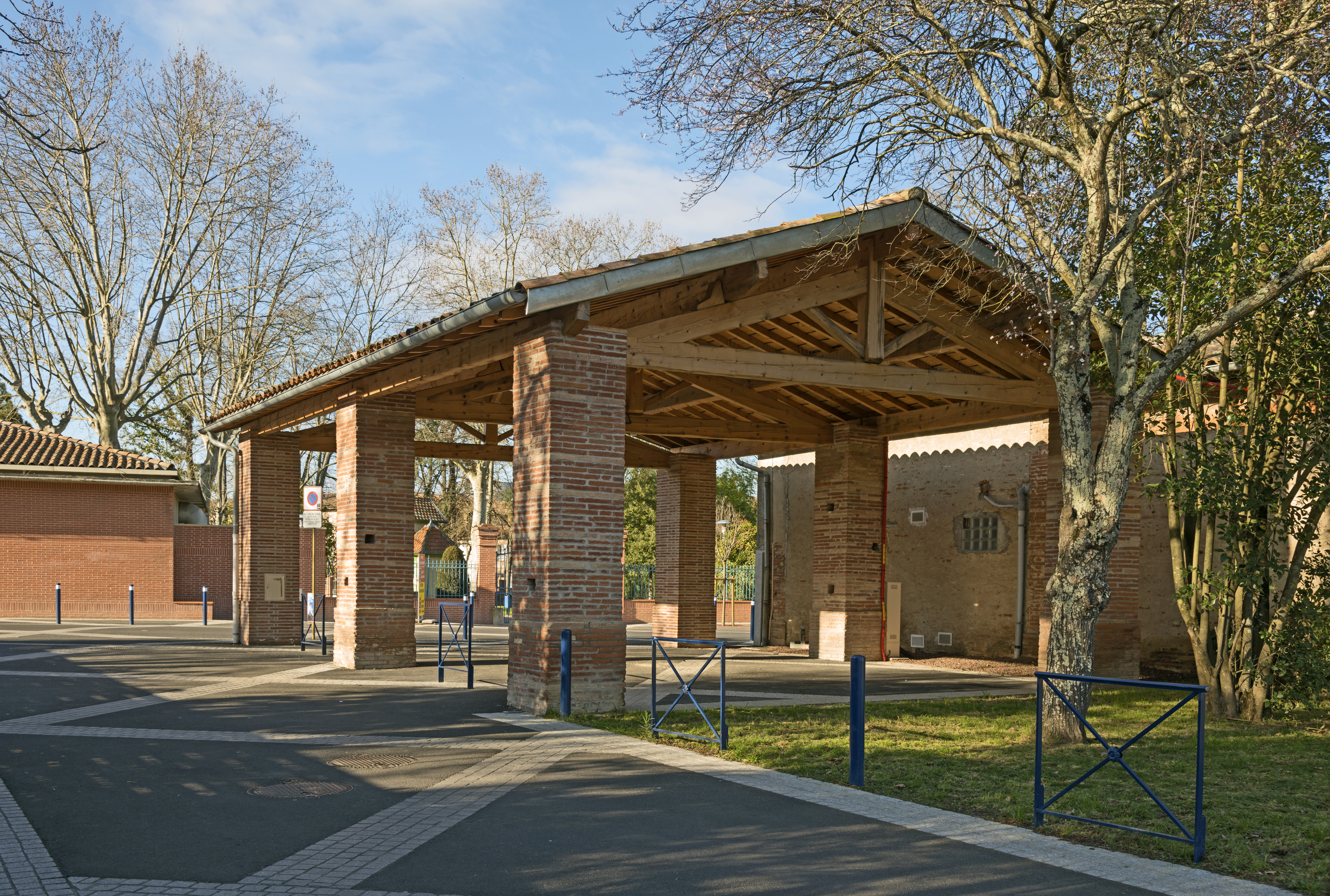
集市大厅
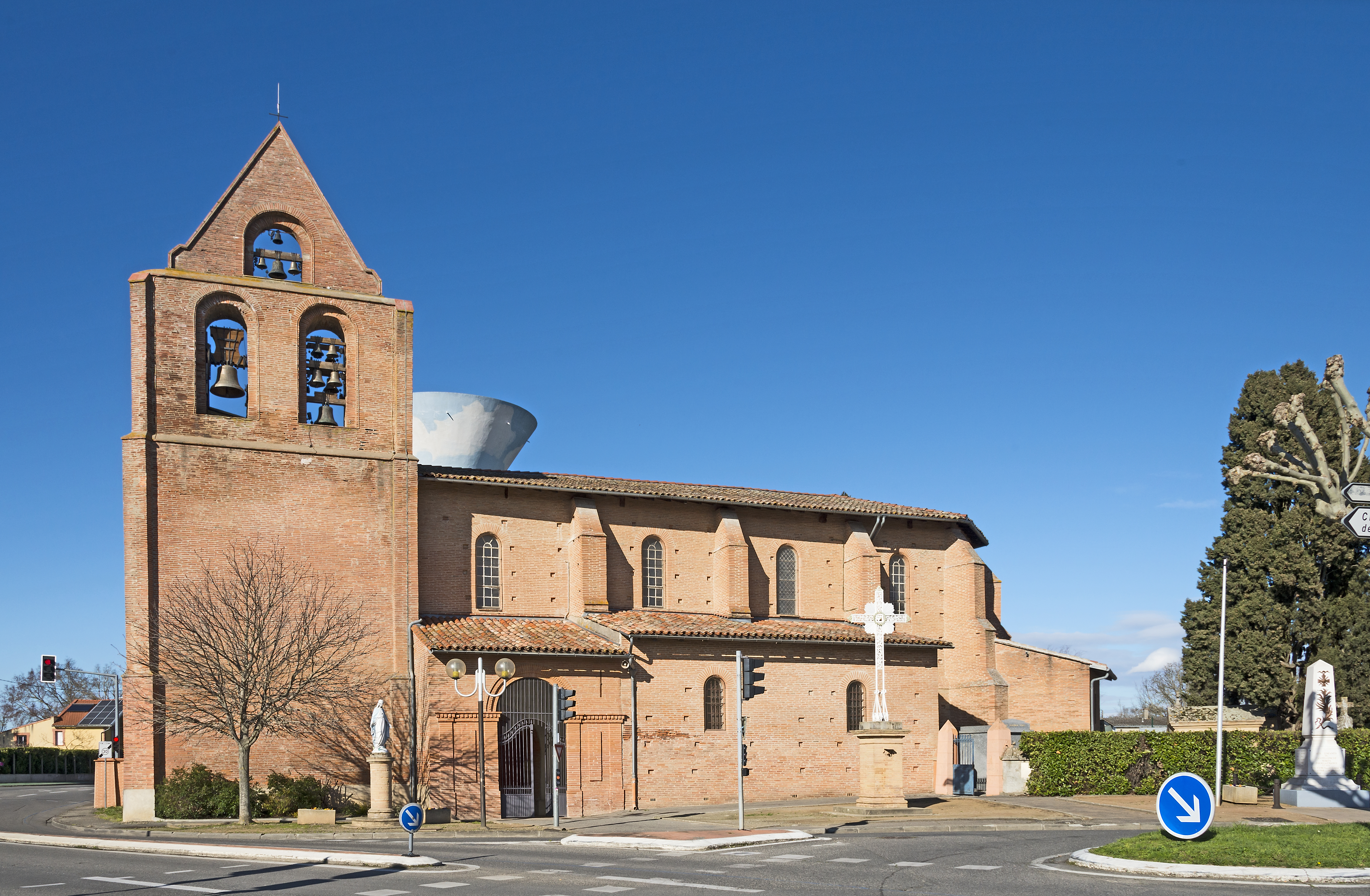
教堂
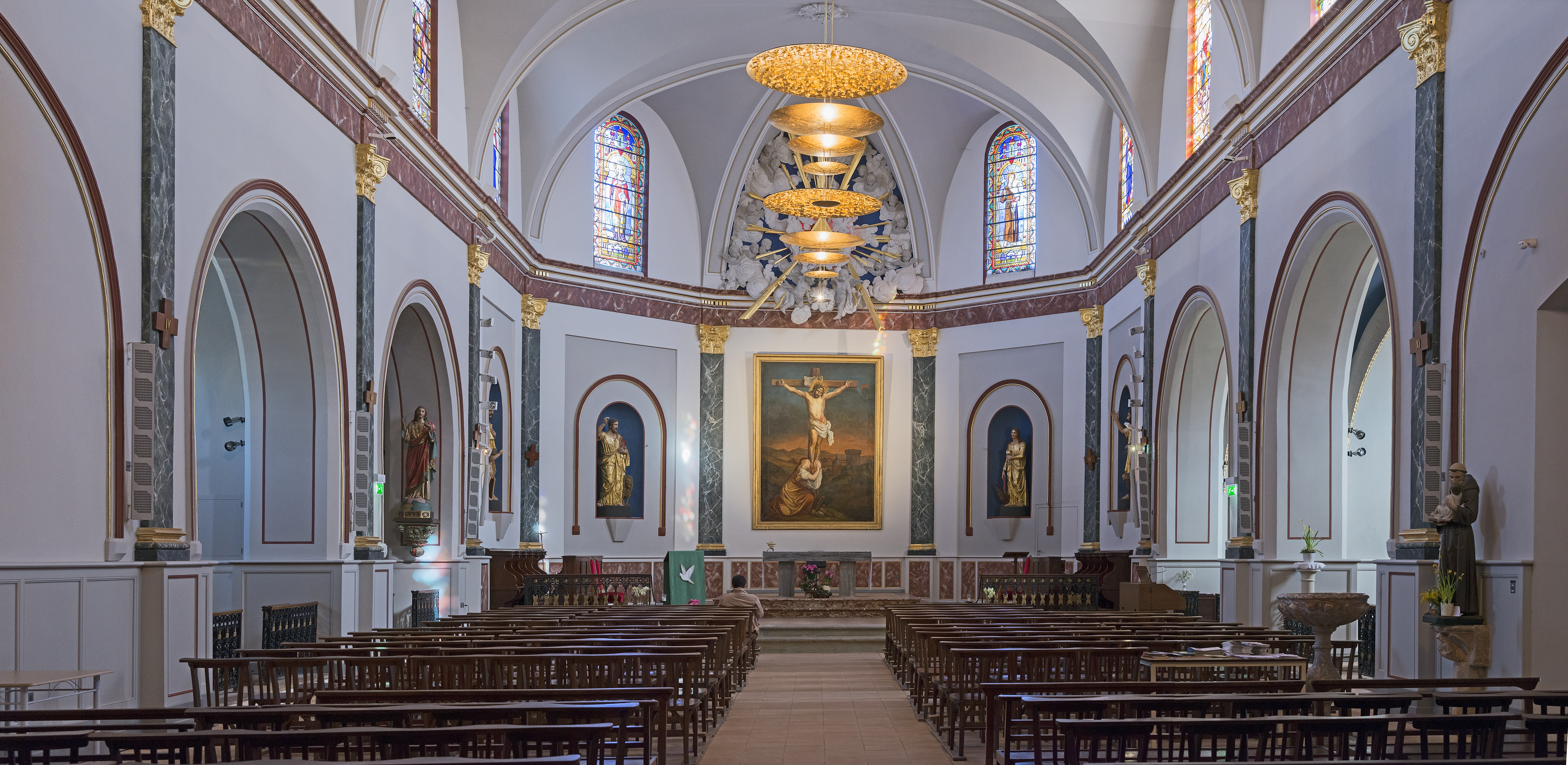
教堂内部